# Krieger (cràter)
Krieger és un cràter d'impacte lunar situat a la part oriental de l'Oceanus Procellarum. S'hi troba al nord-nord-oest del cràter inundat de lava Prinz, i al nord-nord-est del prominent cràter Aristarc. Al nord-oest s'hi troba el petit cràter Wollaston.
En el passat el sòl de Krieger va ser inundat per lava basàltica, deixant només una cresta baixa circular d'aspecte una mica poligonal, formada per les restes del seu brocal. La vora sud és interrompuda pel petit cràter Van Biesbroeck, amb un altre petit buit en la vora occidental, des d'on s'allunya una esquerda amb nombrosos meandres cap al nord-oest.

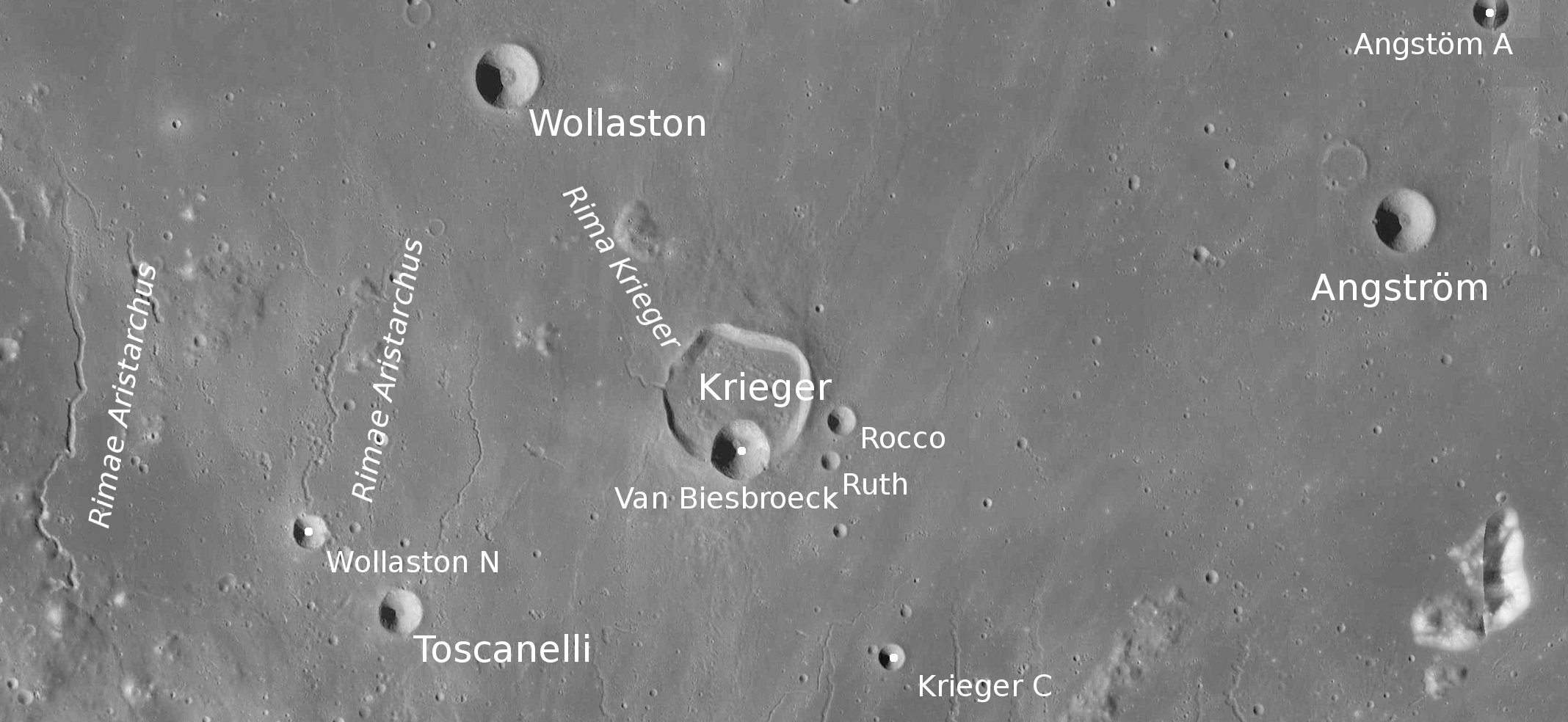
Localització de Krieger. Fotografia de la missió LRO

La superfície propera al sud-oest conté una sèrie d'esquerdes pertanyents als sistemes rille Rimae Aristarc i Rima Prinz. Més cap a l'est-sud-est són les muntanyes Montes Harbinger.

## Cràters satèl·lit
Per convenció aquests elements són identificats en els mapes lunars posant la lletra en el costat del punt central del cràter que està més prop de Krieger.
|         | \| Krieger \| Coordenades \| Diàmetre \| \| ------- \| ------------------------------------ \| -------- \| \| C \| 27° 42′ N, 44° 36′ O / 27.7°N,44.6°O \| 4 km \| |          |
| Krieger | Coordenades | Diàmetre |
| C       | 27° 42′ N, 44° 36′ O / 27.7°N,44.6°O | 4 km     |

Els següents cràters van ser rebatejats per la UAI:
- Krieger B: vegeu cràter Van Biesbroeck.
- Krieger D: vegeu cràter Rocco.

### Altres referències
- (WGPSN), IAU Working Group for Planetary System Nomenclature. «Gazetteer of Planetary Nomenclature. 1:1 Million-Scale Maps of the Moon» (en anglès).  UAI / USGS, 13-02-2013. [Consulta: 6 abril 2016].
- Andersson, L. E.; Whitaker, E. A.,. NASA Catalogue of Lunar Nomenclature (en anglès).  NASA RP-1097, 1982.
- Blue, Jennifer. «Gazetteer of Planetary Nomenclature» (en anglès).  USGS, 25-07-2007. [Consulta: 2 gener 2012].
- Bussey, B.; Spudis, P.. The Clementine Atlas of the Moon (en anglès).  Nueva York: Cambridge University Press, 2004. ISBN 0-521-81528-2.
- Cocks, Elijah E.; Cocks, Josiah C.. Who's Who on the Moon: A Biographical Dictionary of Lunar Nomenclature (en anglès).  Tudor Publishers, 1995. ISBN 0-936389-27-3.
- McDowell, Jonathan. «Lunar Nomenclature» (en anglès).   Jonathan's Space Report, 15-07-2007. [Consulta: 2 gener 2012].
- Menzel, D. H.; Minnaert, M.; Levin, B.; Dollfus, A.; Bell, B. «Report on Lunar Nomenclature by The Working Group of Commission 17 of the IAU» (en anglès). Space Science Reviews, 12, 1971, pàg. 136.
- Moore, Patrick. On the Moon (en anglès).  Sterling Publishing Co, 2001. ISBN 0-304-35469-4.
- Price, Fred W. The Moon Observer's Handbook (en anglès).  Cambridge University Press, 1988. ISBN 0521335000.
- Rükl, Antonín. Atlas of the Moon (en anglès).  Kalmbach Books, 1990. ISBN 0-913135-17-8.
- Webb, Rev. T. W.. Celestial Objects for Common Telescopes, 6ª edición revisada (en anglès).  Dover, 1962. ISBN 0-486-20917-2.
- Whitaker, Ewen A. Mapping and Naming the Moon (en anglès).  Cambridge University Press, 2003. 978-0-521-54414-6.
- Wlasuk, Peter T. Observing the Moon (en anglès).  Springer, 2000. ISBN 1-85233-193-3.